# Monortha corusca
Monortha corusca är en fjärilsart som beskrevs av Edward Meyrick 1912. Monortha corusca ingår i släktet Monortha och familjen vecklare. Inga underarter finns listade i Catalogue of Life.